# Liste der Fornminnen in Alnö

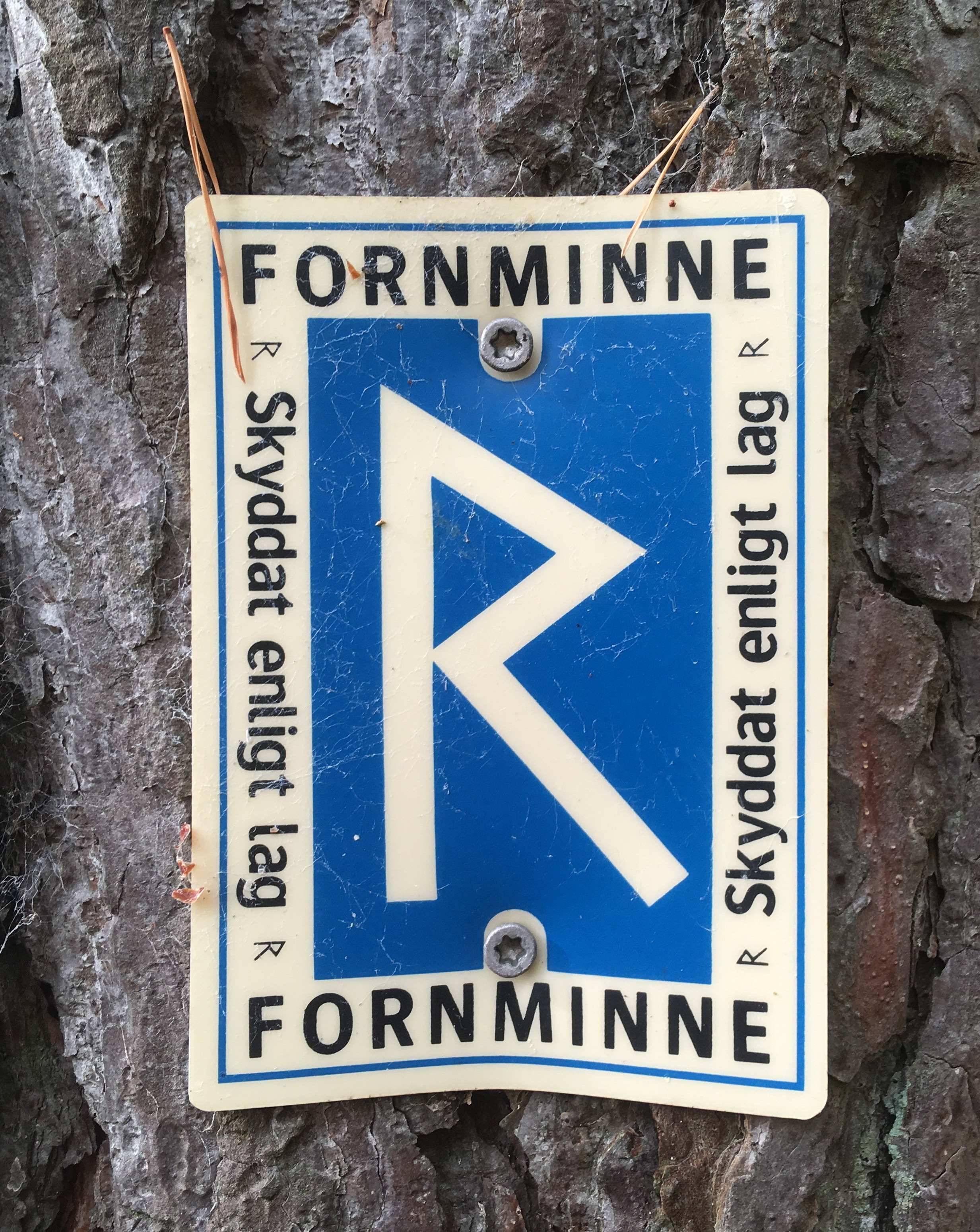
Zeichen für „Fornminnen“ in Schweden

Diese Liste der Fornminnen in Alnö zeigt die „Alten/antiken Denkmale“ (schwedisch fornminnen) im ehemaligen Socken Alnö in der heutigen Gemeinde Sundsvall der schwedischen Provinz Västernorrlands län, sie ist eine Teilliste der „Liste der Fornminnen in Västernorrland“. Die Aufteilung basiert auf der historischen Zuordnung der Gebiete in Socken (siehe auch) und der Einteilung des Zentralamts für Denkmalpflege Riksantikvarieämbetet (RAÄ). Es werden die Fornminnen aufgeführt, die auf dem Suchdienst „Fornsök“ registriert sind, welcher weitere Informationen zu den bekannten kulturhistorischen Überresten in Schweden enthält.

## Begriffserklärung
Fornminnen (schwedisch für alte/antike Denkmale oder archäologische Funde) sind in Schweden alte Objekte und archäologische Funde (Fornlämningar), welche die Überreste menschlicher Aktivitäten in der Vergangenheit bezeichnen, die durch frühere Nutzung entstanden sind und dauerhaft aufgegeben wurden. Dabei gilt für Fornminnen, die vor 1850 entstanden sind, dass sie automatisch durch das Gesetz geschützt sind. Aber auch jüngere Überreste können zu Bodendenkmalen erklärt werden, wenn sie sich an ihrem ursprünglichen Standort befinden und weitgehend erdgebunden sind. Als Fornminnen zählen u. a. Siedlungen und Siedlungsreste aus prähistorischer Zeit, Gräber und Grabstätten, Burgruinen, Ruinen von Klöstern, Kirchen und Schlössern, Steine und Felsen mit Inschriften und Bildern (z. B. Runensteine und Petroglyphen), insofern sie nicht schon als Einzeldenkmal unter Byggnadsminnen (schwedisch für Baudenkmale) oder kyrkliga Kulturminnen (schwedisch für kirchliches Kulturgut) ausgewiesen sind.

## Legende
| ID           | = | ID.Nr. des Denkmalregisters (Fornsök) im schwedische Amt für nationales Kulturerbe (Riksantikvarieämbetet (RAÄ)) |
| Lage         | = | Koordinatenangabe des Standorts                                                                                  |
| Bezeichnung  | = | Bezeichnung des Denkmalobjekts (auch RAÄ-Nr.)                                                                    |
| Beschreibung | = | Name (Denkmaltyp/Dokumentenverweis im Arkivsök) sowie eine kurze Beschreibung des Objekts                        |
| Bild         | = | Bild des Objekts sowie Verweis auf weitere Bilder                                                                |

## Liste Fornminnen Alnö
| ID             | Lage    | Bezeichnung (RAÄ-Nr.) | Beschreibung | Bild           |
| -------------- | ------- | --------------------- | --- | -------------- |
| 10244800020001 | (Karte) | Alnö 2:1              | Alnö 2:1 (Hügelgrab / L1936:4012) rundes (etwa 10 m Durchmesser) Hügelgrab, nordwestliches in einer Gruppe von 4 Fundstellen im Norden der Insel Alnön (bei Grundstück Hovid, Alnövägen Nr. 146). Worin im nordöstlichen Teil eine etwa 1 × 0,5 m große Steinplatte wahrscheinlich die Überreste eines Steinkammergrabs bilden, im Westen tw. abgetragen und überwachsen. | Weitere Bilder |
| 10244800020002 | (Karte) | Alnö 2:2              | Alnö 2:3 (Steinsetzung / L1936:3477) nur etwa 20 m südöstlich vom Hügelgrab Alnö 2:1 (L1936:4012) im Norden der Insel Alnön gelegene rund Steinsetzung (etwa 5 m Durchmesser) mit Bäumen und Sträuchern. | Weitere Bilder |
| 10244800030001 | (Karte) | Alnö 3:1              | Alnö 3:1 (Steinsetzung / L1936:3297) Beschreibung ergänzen | Weitere Bilder |
| 10244800030002 | (Karte) | Alnö 3:2              | Alnö 3:2 (Steinhügelgrab / L1936:3355) Beschreibung ergänzen | Weitere Bilder |
| 10244800030003 | (Karte) | Alnö 3:3              | Alnö 3:3 (Steinsetzung / L1936:3299) Beschreibung ergänzen | Weitere Bilder |
| 10244800030004 | (Karte) | Alnö 3:4              | Alnö 3:4 (Steinsetzung / L1936:3298) Beschreibung ergänzen | Weitere Bilder |
| 10244800050001 | (Karte) | Alnö 5:1              | Alnö 5:1 (Gräberfeld / L1936:3348) Beschreibung ergänzen | Weitere Bilder |
| 10244800060001 | (Karte) | Alnö 6:1              | Alnö 6:1 (Steinhügelgrab / L1936:3310) Beschreibung ergänzen | Weitere Bilder |
| 10244800070001 | (Karte) | Alnö 7:1              | Alnö 7:1 (Hügelgrab / L1936:3283) Beschreibung ergänzen | Weitere Bilder |
| 10244800080001 | (Karte) | Alnö 8:1              | Alnö 8:1 (Gräberfeld / L1936:3288) etwa 70 × 15 m großes Gräberfeld im Norden der Insel Alnön (zwischen Grundstücken Alnövägen Nr. 115 und 120), bestehend aus 5 Funden; einem runden (etwa 15 m Durchmesser) Grabhügel und 4 runden Steinkreisen (zwischen 6 und 9 m Durchmesser), tw. stark überwachsen mit Bäumen und Sträuchern. | Weitere Bilder |
| 10244800090001 | (Karte) | Alnö 9:1              | Alnö 9:1 (Steinsetzung / L1936:3291) Beschreibung ergänzen | Weitere Bilder |
| 10244800100001 | (Karte) | Alnö 10:1             | Alnö 10:1 (Hügelgrab / L1936:4010) Beschreibung ergänzen | Weitere Bilder |
| 10244800100002 | (Karte) | Alnö 10:2             | Alnö 10:2 (Steinsetzung / L1936:4078) Beschreibung ergänzen | Weitere Bilder |
| 10244800110001 | (Karte) | Alnö 11:1             | Alnö 11:1 (Steinsetzung / L1936:3401) Beschreibung ergänzen | Weitere Bilder |
| 10244800140001 | (Karte) | Alnö 14:1             | Alnö 14:1 (Gräberfeld / L1936:3459) Beschreibung ergänzen | Weitere Bilder |
| 10244800150001 | (Karte) | Alnö 15:1             | Alnö 15:1 (Gräberfeld / L1936:4013) Beschreibung ergänzen | Weitere Bilder |
| 10244800170001 | (Karte) | Alnö 17:1             | Alnö 17:1 (Gräberfeld / L1936:3537) Beschreibung ergänzen | Weitere Bilder |
| 10244800180001 | (Karte) | Alnö 18:1             | Alnö 18:1 (Hügelgrab / L1936:3284) Beschreibung ergänzen | Weitere Bilder |
| 10244800200001 | (Karte) | Alnö 20:1             | Alnö 20:1 (Hügelgrab / L1936:4066) fast rundes (etwa 13 m Durchmesser) Hügelgrab im Nordwesten der Insel Alnön (nördlich bei Kreuzung Alnovägen/Gistavägen) mit bis zu 1,3 m Höhe. Stellenweise stark beschädigt und mit tw. abgetragener Kuppe, wurde 1939 restauriert, heute tw. bewachsen. | Weitere Bilder |
| 10244800210001 | (Karte) | Alnö 21:1             | Alnö 21:1 (Gräberfeld / L1936:4136) etwa 75 × 20 m großes Gräberfeld im Nordwesten der Insel Alnön (bei Grundstücken Röde, Gistavägen Nr. 5, 7), bestehend aus 5 Funden; einem runden (etwa 7 m Durchmesser) Grabhügel im westlichen Teil und 4 runden Steinkreisen (zwischen 3 und 6 m Durchmesser), tw. überwachsen. | Weitere Bilder |
| 10244800220001 | (Karte) | Alnö 22:1             | Alnö 22:1 (Hügelgrab / L1936:4136) Beschreibung ergänzen | Weitere Bilder |
| 10244800230001 | (Karte) | Alnö 23:1             | Alnö 23:1 (Steinsetzung / L1936:3461) Beschreibung ergänzen | Weitere Bilder |
| 10244800240001 | (Karte) | Alnö 24:1             | Alnö 24:1 (Hügelgrab / L1936:3535) Beschreibung ergänzen | Weitere Bilder |
| 10244800270001 | (Karte) | Alnö 27:1             | Alnö 27:1 (Hügelgrab / L1936:4142) Beschreibung ergänzen | Weitere Bilder |
| 10244800270002 | (Karte) | Alnö 27:2             | Alnö 27:2 (Steinsetzung / L1936:4069) Beschreibung ergänzen | Weitere Bilder |
| 10244800300001 | (Karte) | Alnö 30:1             | Alnö 30:1 (Hügelgrab / L1936:3294) Beschreibung ergänzen | Weitere Bilder |
| 10244800300002 | (Karte) | Alnö 30:2             | Alnö 30:2 (Steinsetzung / L1936:3295) Beschreibung ergänzen | Weitere Bilder |
| 10244800310001 | (Karte) | Alnö 31:1             | Alnö 31:1 (Steinsetzung / L1936:3286) Beschreibung ergänzen | Weitere Bilder |
| 10244800310002 | (Karte) | Alnö 31:2             | Alnö 31:2 (Steinsetzung / L1936:3345) Beschreibung ergänzen | Weitere Bilder |
| 10244800310003 | (Karte) | Alnö 31:3             | Alnö 31:3 (Steinsetzung / L1936:4082) Beschreibung ergänzen | Weitere Bilder |
| 10244800320001 | (Karte) | Alnö 32:1             | Alnö 32:1 (Hügelgrab / L1936:3571) Beschreibung ergänzen | Weitere Bilder |
| 10244800320002 | (Karte) | Alnö 32:2             | Alnö 32:2 (Steinsetzung / L1936:4157) Beschreibung ergänzen | Weitere Bilder |
| 10244800320003 | (Karte) | Alnö 32:3             | Alnö 32:3 (Steinsetzung / L1936:4156) Beschreibung ergänzen | Weitere Bilder |
| 10244800330001 | (Karte) | Alnö 33:1             | Alnö 33:1 (Steinsetzung / L1936:4139) Beschreibung ergänzen | Weitere Bilder |
| 10244800350001 | (Karte) | Alnö 35:1             | Alnö 35:1 (Hügelgrab / L1936:4212) Beschreibung ergänzen | Weitere Bilder |
| 10244800360001 | (Karte) | Alnö 36:1             | Alnö 36:1 (Steinsetzung / L1936:4162) Beschreibung ergänzen | Weitere Bilder |
| 10244800360002 | (Karte) | Alnö 36:2             | Alnö 36:2 (Steinsetzung / L1936:4088) Beschreibung ergänzen | Weitere Bilder |
| 10244800360004 | (Karte) | Alnö 36:4             | Alnö 36:4 (Steinsetzung / L1936:4161) Beschreibung ergänzen | Weitere Bilder |
| 10244800370001 | (Karte) | Alnö 37:1             | Alnö 37:1 (Hügelgrab / L1936:3613) Beschreibung ergänzen | Weitere Bilder |
| 10244800370002 | (Karte) | Alnö 37:2             | Alnö 37:2 (Hügelgrab / L1936:3275) Beschreibung ergänzen | Weitere Bilder |
| 10244800370003 | (Karte) | Alnö 37:3             | Alnö 37:3 (Steinsetzung / L1936:4144) Beschreibung ergänzen | Weitere Bilder |
| 10244800380001 | (Karte) | Alnö 38:1             | Alnö 38:1 (Hügelgrab / L1936:3277) Beschreibung ergänzen | Weitere Bilder |
| 10244800390001 | (Karte) | Alnö 39:1             | Alnö 39:1 (Gräberfeld / L1936:3278) ca. 40 × 15 m großes Gräberfeld im Nordwesten der Insel Alnön (am Hang östlich Grundstück Alnovägen Nr. 130) bestehend aus 6 Funden, welche mit Sträuchern bewachsen sind; darunter 5 Grabhügel (zwischen 5 und 7 m Durchmesser) und 25 m nordwestlich davon eine runde Steinsetzung Alnö 39:1 (L1936:4145) mit etwa 6 m Durchmesser. | Weitere Bilder |
| 10244800400001 | (Karte) | Alnö 40:1             | Alnö 40:1 (Gräberfeld / L1936:4215) ca. 80 × 30 m großes Gräberfeld im Norden der Insel Alnön (bei Grundstück Nackavägen Nr. 8) bestehend aus 15 Funden, darunter Grabhügel mit Durchmessern zwischen 7 und 12 m und bis zur 1,4 m Höhe. Im östlichen Teil befindet sich eine Terrasse mit Hausfundament Alnö 40:2 (L1936:3319) von 14 × 7 m Größe und mittig eine gepflasterter Hohlweg Alnö 40:3 (L1936:3639) von 8 m Länge und 1,5 m Breite sowie im Süden ein 1 × 0,7 m Felsblock mit geritzten Petroglyphen Alnö 40:4 (L1936:4164), was der Sage nach Teil eines Kirchenfundament sein soll, welche nicht gebaut wurde. | Weitere Bilder |
| 10244800410001 | (Karte) | Alnö 41:1             | Alnö 41:1 (Hügelgrab / L1936:3320) Beschreibung ergänzen | Weitere Bilder |
| 10244800420001 | (Karte) | Alnö 42:1             | Alnö 42:1 (Gräberfeld / L1936:3373) Beschreibung ergänzen | Weitere Bilder |
| 10244800430001 | (Karte) | Alnö 43:1             | Alnö 43:1 (Hügelgrab / L1936:3372) Beschreibung ergänzen | Weitere Bilder |
| 10244800430002 | (Karte) | Alnö 43:2             | Alnö 43:2 (Hügelgrab / L1936:3341) Beschreibung ergänzen | Weitere Bilder |
| 10244800430003 | (Karte) | Alnö 43:3             | Alnö 43:3 (Hügelgrab / L1936:3371) Beschreibung ergänzen | Weitere Bilder |
| 10244800440001 | (Karte) | Alnö 44:1             | Alnö 44: (Hügelgrab / L1936:3300) Beschreibung ergänzen | Weitere Bilder |
| 10244800440002 | (Karte) | Alnö 44:2             | Alnö 44:2 (Hügelgrab / L1936:3301) Beschreibung ergänzen | Weitere Bilder |
| 10244800450001 | (Karte) | Alnö 45:1             | Alnö 45:1 (Hügelgrab / L1936:3350) Beschreibung ergänzen | Weitere Bilder |
| 10244800460001 | (Karte) | Alnö 46:1             | Alnö 46:1 (Hügelgrab / L1936:3611) Beschreibung ergänzen | Weitere Bilder |
| 10244800470001 | (Karte) | Alnö 47:1             | Alnö 47:1 (Hügelgrab / L1936:4160) Beschreibung ergänzen | Weitere Bilder |
| 10244800480001 | (Karte) | Alnö 48:1             | Alnö 48:1 (Hügelgrab / L1936:4229) Beschreibung ergänzen | Weitere Bilder |
| 10244800500001 | (Karte) | Alnö 50:1             | Alnö 50:1 (Hügelgrab / L1936:3654) Beschreibung ergänzen | Weitere Bilder |
| 10244800500002 | (Karte) | Alnö 50:2             | Alnö 50:2 (Steinsetzung / L1936:4213) Beschreibung ergänzen | Weitere Bilder |
| 10244800520001 | (Karte) | Alnö 52:1             | Alnö 52:1 (Steinsetzung / L1936:3637) Beschreibung ergänzen | Weitere Bilder |
| 10244800520002 | (Karte) | Alnö 52:2             | Alnö 52:2 (Steinsetzung / L1936:4294) Beschreibung ergänzen | Weitere Bilder |
| 10244800520003 | (Karte) | Alnö 52:3             | Alnö 52:3 (Steinsetzung / L1936:3614) Beschreibung ergänzen | Weitere Bilder |
| 10244800520004 | (Karte) | Alnö 52:4             | Alnö 52:4 (Steinsetzung / L1936:3638) Beschreibung ergänzen | Weitere Bilder |
| 10244800530001 | (Karte) | Alnö 53:1             | Alnö 53:1 (Hügelgrab / L1936:4165) Beschreibung ergänzen | Weitere Bilder |
| 10244800540001 | (Karte) | Alnö 54:1             | Alnö 54:1 (Kapelle / L1936:4233) Die alte Kirche von Alnö schwedisch „Alnö gamla kyrka“ ist als ein registriertes Kirchendenkmal unter (21300000004528) beschrieben. Als historische Funde gelten hier die Überreste der mittelalterlichen Burgmauer (60 × 45 m) und ein quadratischer Mauerrest (7 × 7 m und 1,5 m hoch) im Süden, welche auf das 12./13. Jahrhundert datiert wurden sowie alte Grabstellen auf dem Friedhofsgelände. Die oberirdisch zu sehen Teile der ehemaligen Burgruine wurden in den 1930er Jahren renoviert, wobei auch Fundamentsteine aus dem 12. Jahrhundert entdeckt wurden.                    | Weitere Bilder |
| 10244800550001 | (Karte) | Alnö 55:1             | Alnö 55:1 (Gräberfeld / L1936:4234) Beschreibung ergänzen | Weitere Bilder |
| 10244800560001 | (Karte) | Alnö 56:1             | Alnö 56:1 (Hügelgrab / L1936:3612) Beschreibung ergänzen | Weitere Bilder |
| 10244800560002 | (Karte) | Alnö 56:2             | Alnö 56:2 (Hügelgrab / L1936:3693) Beschreibung ergänzen | Weitere Bilder |
| 10244800570001 | (Karte) | Alnö 57:1             | Alnö 57:1 (Hügelgrab / L1936:3694) Beschreibung ergänzen | Weitere Bilder |
| 10244800580001 | (Karte) | Alnö 58:1             | Alnö 58:1 (Gräberfeld / L1936:3356) Beschreibung ergänzen | Weitere Bilder |
| 10244800590001 | (Karte) | Alnö 59:1             | Alnö 59:1 (Hügelgrab / L1936:4214) Beschreibung ergänzen | Weitere Bilder |
| 10244800600001 | (Karte) | Alnö 60:1             | Alnö 60:1 (Hügelgrab / L1936:4293) Beschreibung ergänzen | Weitere Bilder |
| 10244800600002 | (Karte) | Alnö 60:2             | Alnö 60:2 (Hügelgrab / L1936:4292) Beschreibung ergänzen | Weitere Bilder |
| 10244800610001 | (Karte) | Alnö 61:1             | Alnö 61:1 (Hügelgrab / L1936:4231) Beschreibung ergänzen | Weitere Bilder |
| 10244800610002 | (Karte) | Alnö 61:2             | Alnö 61:2 (Steinsetzung / L1936:3713) Beschreibung ergänzen | Weitere Bilder |
| 10244800620001 | (Karte) | Alnö 62:1             | Alnö 62:1 (Gräberfeld / L1936:3696) Beschreibung ergänzen | Weitere Bilder |
| 10244800640001 | (Karte) | Alnö 64:1             | Alnö 64:1 (Hügelgrab / L1936:4217) Beschreibung ergänzen | Weitere Bilder |
| 10244800650001 | (Karte) | Alnö 65:1             | Alnö 65:1 (Hügelgrab / L1936:4296) Beschreibung ergänzen | Weitere Bilder |
| 10244800760001 | (Karte) | Alnö 76:1             | Alnö 76:1 (Steinhügelgrab / L1936:3715) Beschreibung ergänzen | Weitere Bilder |
| 10244800760002 | (Karte) | Alnö 76:2             | Alnö 76:2 (Steinsetzung / L1936:3775) Beschreibung ergänzen | Weitere Bilder |
| 10244800760003 | (Karte) | Alnö 76:3             | Alnö 76:3 (Hausfundament / L1936:4295) Beschreibung ergänzen | Weitere Bilder |
| 10244800770001 | (Karte) | Alnö 77:1             | Alnö 77:1 (Steinsetzung / L1936:4238) Beschreibung ergänzen | Weitere Bilder |
| 10244800780001 | (Karte) | Alnö 78:1             | Alnö 78:1 (Steinhügelgrab / L1936:4311) Beschreibung ergänzen | Weitere Bilder |
| 10244800780002 | (Karte) | Alnö 78:2             | Alnö 78:2 (Steinsetzung / L1936:4312) Beschreibung ergänzen | Weitere Bilder |
| 10244800800001 | (Karte) | Alnö 80:1             | Alnö 80:1 (Hügelgrab / L1936:3607) Beschreibung ergänzen | Weitere Bilder |
| 10244800810001 | (Karte) | Alnö 81:1             | Alnö 81:1 (Gräberfeld / L1936:3608) Beschreibung ergänzen | Weitere Bilder |
| 10244800830001 | (Karte) | Alnö 83:1             | Alnö 83:1 (Hügelgrab / L1936:3365) Beschreibung ergänzen | Weitere Bilder |
| 10244800830002 | (Karte) | Alnö 83:2             | Alnö 83:2 (Hügelgrab / L1936:3311) Beschreibung ergänzen | Weitere Bilder |
| 10244800840001 | (Karte) | Alnö 84:1             | Alnö 84:1 (Steinsetzung / L1936:3334) Beschreibung ergänzen | Weitere Bilder |
| 10244800840002 | (Karte) | Alnö 84:2             | Alnö 84:2 (Steinsetzung / L1936:3342) Beschreibung ergänzen | Weitere Bilder |
| 10244800850001 | (Karte) | Alnö 85:1             | Alnö 85:1 (Steinsetzung / L1936:3282) Beschreibung ergänzen | Weitere Bilder |
| 10244800850002 | (Karte) | Alnö 85:2             | Alnö 85:2 (Steinsetzung / L1936:3343) Beschreibung ergänzen | Weitere Bilder |
| 10244800900001 | (Karte) | Alnö 90:1             | Alnö 90:1 (Fossilienfeld / L1979:3317) Fossilienfeld etwa 120 m südlich der alten Kirche Alnö, bestehend aus 2 nach Westen abfallenden Terrassenfeldern (60 × 15 m und 30 × 10 m groß), welche im Osten von einem 1 m breiten Erdwall begrenzt sind. Im Westen schließt sich die Siedlungsfläche Alnö 90:2 (L1936:3326) an, beide Fundstellen stehen wahrscheinlich mit den Überresten der mittelalterlichen Burgkapelle Alnö 54:1 (L1936:4233) im Zusammenhang. | Weitere Bilder |
| 10244800900002 | (Karte) | Alnö 90:2             | Alnö 90:2 (Grab- und Siedlungsfläche / L1936:3326) etwa 90 × 50 m große ehemalige Siedlungsfläche westlich des Fossilienfeld Alnö 90:1 (L1979:3317) bestehend aus Funden eines Steinfundament, steinernen Pfostenlöcher und einem Graben sowie Fundstücken von Ton, Perlen und Eisenobjekten, bei Untersuchungen wurden auch noch Reste von 4 Steinkreisen und eine Fundamentterrases entdeckt. | Weitere Bilder |
| 10244800950003 | (Karte) | Alnö 95:3             | Alnö 95:3 (Steinsetzung / L1936:3856) Beschreibung ergänzen | Weitere Bilder |
| 10244800950004 | (Karte) | Alnö 95:4             | Alnö 95:4 (Steinsetzung / L1936:3789) Beschreibung ergänzen | Weitere Bilder |
| 10244801010001 | (Karte) | Alnö 101:1            | Alnö 101:1 (Steinhügelgrab / L1936:3855) Beschreibung ergänzen | Weitere Bilder |
| 10244801210001 | (Karte) | Alnö 121:1            | Alnö 121:1 (Fischerdorf / L1936:3942) Überreste eines ehemaligen Fischerdorfs (auch als schwedisch „Gorghamn“ bezeichnet) an der Nordostküste der Insel Rödön, das Gebiet ist etwa 100 × 40 m groß und besteht aus 2 Hausfundamenten (3 × 4 m und 4 × 5 m groß) und Fundamentresten von 2 Bootshäuser (5 × 6 m und 7 × 8 m groß) sowie etwa 40 steinernen Pfostenstützen im Südteil. | Weitere Bilder |
| 10244801280001 | (Karte) | Alnö 128:1            | Alnö 128:1 (Fischerdorf / L1936:3392) ehemaliges Fischerdorf im Südwesten der Insel Rödön in einer Bucht namens „Smuggelviken“, das Gebiet (etwa 60 × 50 m) besteht aus 2 Hausfundamenten (4 × 4 m und 5 × 6 m groß) mehreren Hügeln ehemaliger Gehöfte sowie am Ufer befindliche bogenförmig angeordnete Steinreihen, was welche wahrscheinlich Reste eines Bootshaus oder Anlegers waren. | Weitere Bilder |
| 10244801330001 | (Karte) | Alnö 133:1            | Alnö 133:1 (Steinsetzung / L1936:4167) Beschreibung ergänzen | Weitere Bilder |
| 10244801330002 | (Karte) | Alnö 133:2            | Alnö 133:2 (Steinsetzung / L1936:4166) Beschreibung ergänzen | Weitere Bilder |